# Филистер
<…> старый мир принадлежит филистеру… Разумеется, филистер — господин мира только в том смысле, что филистерами, их обществом, кишит мир, подобно тому как труп кишит червями.
Фили́стер (Philister с нем. — «филистимлянин») — сложившееся в эпоху немецкого романтизма презрительное название человека с узкими взглядами, преданного рутине; самодовольного мещанина, невежественного обывателя, отличающегося лицемерным, ханжеским поведением. Шопенгауэр определял филистера как человека без духовных, то есть интеллектуальных потребностей, как того, кто не имеет стремлений к познанию и пониманию, кто не стремится получать эстетического наслаждения от искусства, и имеет лишь физические потребности.

## История

### Филистимляне в христианских текстах
Слово «филистимлянин» в значении приземлённого, ограниченного, бездуховного человека использовал Ориген в «Гомилиях на Бытие». Основываясь на сюжете об Исааке, выкапывающем засыпанные филистимлянами колодцы, он защищал аллегорический метод трактования Библии: «…кто Филистимлянин и мыслит о земном, тот не умеет ни в какой земле найти воды, не умеет ни в какой душе найти разумное чувство и образ Божий, не знает, что можно во всём найти веру, благочестие, святыню». Лютеранский богослов Валериус Гербергер со ссылкой на Василия Великого писал, что «филистимляне есть образ еретиков, которые наполняют и засоряют нечистотами своего земного и человеческого рассудка колодцы Израиля, Священное Писание, и с которыми вечно приходится спорить пастырям, учителям и проповедникам». В период религиозных войн этот же образ в отношении своих противников также использовали католики и гуситы.

### Студенческий жаргон
В жаргоне немецких студентов слово Philister в первую очередь относилось к обывателям университетских городов. Автор опубликованной в 1706 году «Des lustigen Hazards seltsahme Lebens-Geschichte» сетует, что «среди господ студентов так много буршей, которые почитают филистимлян (так они называют нас, горожан) за блох». Также в связи с библейским сюжетом о Голиафе филистимлянами называли болтунов и городских солдат. Использование слова Philister в значении «великан» зафиксировано в 1672 году. В опубликованной в 1715 году книге «Der lustige Philosophus» говорится о том, что йенские студенты называют филистимлянами городских солдат, которые являются их «злейшими врагами». Самым ранним свидетельством такого использования считается автобиографический текст, описывающий события 1687 года: «Вскоре явился педель с псевдокапралом и шестью филистимлянами — я хотел сказать мушкетёрами — и вызвал меня к ректору».
Распространённая легенда связывает появление слова Philister в студенческом жаргоне с надгробной проповедью йенского священника, прочитанной в конце XVII века. Согласно этой легенде, на похоронах убитого мушкетёрами студента суперинтендент Гётце процитировал фразу Далилы, предавшей врагам влюблённого в неё ветхозаветного героя: «Филистимляне идут на тебя, Самсон!». Филолог Фридрих Клуге отмечает, что легенда о студенте не имеет фактических подтверждений, и указывает на текст надгробной проповеди, отсылающей к сюжету о Далиле. Эта проповедь была прочитана в 1689 году на похоронах мельника, задушенного своей женой и её любовником.
Также в жаргоне школьников словом Philister называли нелюбимых учителей. К середине XIX века слово филистрами стали называть выпускников, ранее состоявших в студенческих корпорациях.

### Немецкий романтизм
Образ филистера сформировался под влиянием движения «бури и натиска». Он представлял собой антитезу главному герою штюрмеров — гению, чувственному творцу, пренебрегающему правилами и рациональными соображениями. Первым литературным произведением, где это слово обозначало приземлённого обывателя, были «Страдания юного Вертера». Согласно Людвигу Тику, «после 1774 года, когда вышел „Вертер“ Гёте, „филистерство“ (нем. Philisterei) стало ещё более расхожим словом для обозначения невозмутимых, рассудительных и здравомыслящих людей, у которых нет горячего сердца, нет энтузиазма, для тех, кто не хочет видеть и признавать тайну в человеческой природе, благородство страстей, наивность и свежесть подлинной простоты. Слова „филистер“ и „филистерство“ остались с нами, более того, они стали необходимыми и незаменимыми в нашем языке». В «Ксениях» Гёте и Шиллер используют этот образ для обозначения тех представителей литературного цеха, чьё отношение к искусству продиктовано соображениями мелкобуржуазной морали. Слово Philister регулярно встречается в письмах Шиллера, такой характеристики от него удостаивались Кристоф Фридрих Николаи, Иоганн Иоахим Эшенбург, Фридрих Август Вольф.
У гейдельбергских романтиков образ филистера использовался для выражения эссенциалистских идей немецкого национализма. Политизация термина в домартовский период негативно воспринималась старшим поколением романтиков. Он, пишет Тик, «так изменился за эти пятьдесят лет, что Вертера того времени назвали бы мелочным, сентиментальным филистером, которого не волнуют государство, человечество, свобода…». В дальнейшем термин использовался применительно к аполитичным людям представителями различных политических позиций, от анархиста Макса Штирнера до консерватора Вильгельма Генриха Риля.

### В русском языке
В русском языке слово «филистер» получило распространение благодаря публицисту Виссариону Белинскому. В 1838 году был издан русский перевод второго тома «Немецкой литературы» Вольфганга Менцеля, критиковавшего произведения Гёте и его последователей за то, что они «укореняли германский народ в слабости сердца и в филистерстве». В статье «Менцель, критик Гёте», опубликованной в «Отечественных записках» начале 1840 года, Белинский отнёс к «достопочтенным и достолюбезным немцам-филистерам, от которых попахивает кнастером и пивом», самого Менцеля. В другом номере, выпущенном в конце того же года, он писал, что «…толпа есть собрание людей, живущих по преданию и рассуждающих по авторитету… Такие люди в Германии называются филистерами, и пока на русском языке не приищется для них учтивого выражения, будем называть их этим именем».